# Aina Mallol i Capellà
Aina Mallol i Capellà   (Mallorca, 1986) és una dissenyadora gràfica i presentadora mallorquina de diferents programes televisius i radiofònics de divulgació del món casteller.

## Trajectòria
Mallol ha estat castellera des de ben petita quan, amb 9 anys, va formar part de la colla dels Castellers de Mallorca. Posteriorment, va anar a estudiar a Barcelona i allà es va integrar en les colles universitàries i la dels Castellers de Sants. Més endavant, es va integrar en la colla dels Xicots de Vilafranca, on va anar assumint diferents responsabilitats fins a esdevenir la cap de colla durant cinc anys (2011-2016), període en el qual els Xicots de Vilafranca van convertir-se en una colla de nou i van aconseguir per primera vegada carregar i descarregar un 3 de 9 amb folre en la diada castellera de la vigília de Sant Fèlix de 2015.
Com a divulgadora del món casteller, ha exercit de presentadora i analista tècnica en diferents programes de televisió, com ara Obrint plaça (programa de TV3 copresentat amb Biel Duran), Dosos amunt (programa compartit pels canals Tac 12, Canal Blau i Penedès TV), Finet i pel mig (Tac 12) i La Diada (La Xarxa de Comunicació Local). Entre el 2021 i el 2022, juntament amb Elisenda Rovira, van conduir a Tarragona Ràdio el pòdcast La Faixa.
El 2023 el podcàsting casteller torna amb un programa nou, La Figuereta, presentat per Joel Brugués Oliva, Elisenda Rovira i Aina Mallol. Produït per la Xarxa de Comunicació Local i Tarragona Ràdio aconsegueix el guardó del públic als Premis Sonor 2025.
Com a dissenyadora gràfica, va ser l'autora del cartell guanyador del XXVII Concurs de castells de Tarragona.